# 拝上帝会
拝上帝会（はいじょうていかい）は、中国の民間宗教組織。上帝会とも。洪秀全をリーダーとし、太平天国の前身となった。
洪秀全は広東省広州府花県の人。キリスト教の宣教師から小冊子を受け取り、その中に梁発の『観世良言』があった。洪秀全が4回目に科挙に落第した後の1843年に故郷の花県に宗教組織を作った。これが「拝上帝会」である。自らをヤハウェの子で、イエス・キリストの弟とし、四方に布教活動を行った。当時の広西省は土地はやせ民は貧しく、連年の災害で飢民であふれていた。拝上帝会はそれらの民衆を吸収し、1851年に広西省潯州府桂平県金田村で反清の蜂起を行い、太平天国を建国した。参加した信者は約1万人であった。